# Liste der Biografien/Brev
Liste der Biografien |
Portal Biografien |
Personensuche
# |
A |
B |
C |
D |
E |
F |
G |
H |
I |
J |
K |
L |
M |
N |
O |
P |
Q |
R |
S |
T |
U |
V |
W |
X |
Y |
Z |
?
 
Ba |
Be |
Bd |
Bg |
Bh |
Bi |
Bj |
Bl |
Bm |
Bn |
Bo |
Br |
Bs |
Bu |
Bw |
By |
Bz
 
Bra |
Brc |
Brd |
Bre |
Brg |
Bri |
Brj |
Brk |
Brl |
Brn |
Bro |
Brp–Brt |
Bru |
Brv |
Bry |
Brz
 
Brea |
Breb |
Brec |
Bred |
Bree |
Bref |
Breg |
Breh |
Brei |
Brej |
Brek |
Brel |
Brem |
Bren |
Breo |
Brep |
Breq |
Brer |
Bres |
Bret |
Breu |
Brev |
Brew |
Brex |
Brey |
Brez
Die Liste der Biografien führt alle Personen auf, die in der deutschsprachigen Wikipedia einen Artikel haben. Dieses ist eine Teilliste mit 23 Einträgen von Personen, deren Namen mit den Buchstaben „Brev“ beginnt.

## Brev

### Breva
- Bréval, Jean-Baptiste (1753–1823), französischer Cellist und Komponist
- Bréval, Lucienne (1869–1935), schweizerisch-französische Sopranistin und Opernsängerin
- Brevard, Joseph (1766–1821), US-amerikanischer Politiker
- Brevard, Theodore Washington (1835–1882), General der Konföderierten Staaten von Amerika im Amerikanischen Bürgerkrieg

### Breve
- Brever, Johannes (1616–1700), deutscher lutherischer Theologe
- Brevern, Alexander Christoph von (1823–1896), russischer Generalmajor
- Brevern, Christoph Engelbrecht von (1782–1863), estländischer Richter und Landrat sowie Zivilgouverneur des Gouvernements Kurland
- Brevern, Georg Karl von (1807–1892), Jurist und Staatsmann
- Brevern, Heinrich Johann von (1749–1803), estländischer Landrat und Gouverneurs-Adelsmarschall in Estland
- Brevern, Hermann von (1663–1721), deutsch-baltischer Jurist
- Brevern, Iwan von (1812–1885), Zivilgouverneur von Kurland
- Brevern, Jan von (* 1975), deutscher Kunsthistoriker
- Brevern, Karl Hermann von (1704–1744), deutschbaltischer Staatsmann
- Brevern, Magnus Iwanowitsch von (1825–1878), russischer Generalmajor der Kaiserlich-russischen Armee
- Brevern-de la Gardie, Pontus Alexander Ludwig (1814–1890), russischer General
- Brevett, Lloyd (1931–2012), jamaikanischer Musiker
- Brevett, Rufus (* 1969), englischer Fußballspieler

### Brevi
- Brévié, Jules (1880–1964), französischer Kolonialbeamter und Politiker
- Brevig, Eric (* 1957), US-amerikanischer Regisseur und Spezialeffektkünstler
- Brevig, Magnus (* 1983), norwegischer Skispringer und Skisprungtrainer
- Bréville, Pierre de (1861–1949), französischer Komponist
- Brevillier, Ludwig (1800–1855), österreichischer Industrieller

### Brevo
- Brevoort, Margaret Claudia (1825–1876), US-amerikanische BergsteigerinMargaret Claudia Brevoort (1825–1876)

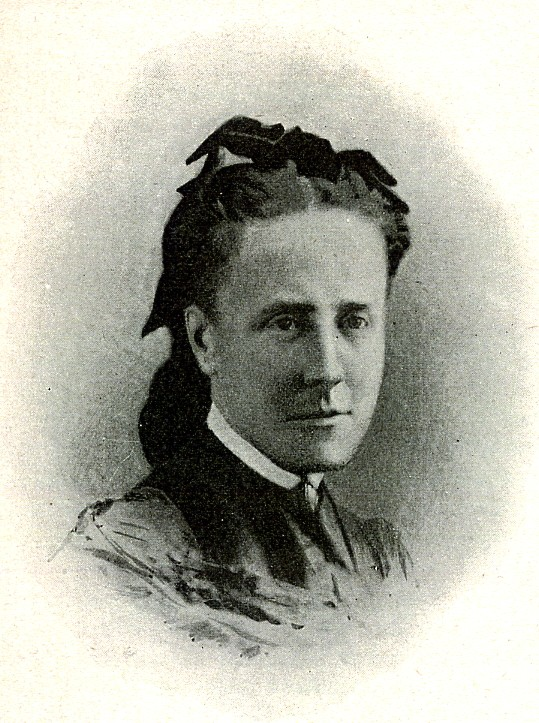
Margaret Claudia Brevoort (1825–1876)